# Дуплица
Дуплица (словен. Duplica) је некадашње насеље у општини Камник, Средњесловенска регија, Словенија.

## Историја
До територијалне реорганизације у Словенији био је у саставу старе општине Камник. 1994. године насеље је укинуто и припојено насељу Камник.

## Становништво
| Број становника према пописима |
| ------------------------------ |
| 1991                           |
| 2.011                          |

Напомена: Године 1994. припојен насељу Камник.